# Builsa
Le district de Builsa  (officiellement Builsa District, en Anglais) est l’un des 9 districts de la Région du Haut Ghana oriental au Ghana.

## Villes et villages du district
| - Sandema - Bachonsa - Chuchuliga - Doninga - Fumbisi | - Gbedema - Gbedembilisi - Kadema - Kanjaga | - Siniensi - Uwasi - Wiaga - Wiesi |

## Sources
- GhanaDistricts.com